# スイスポスト

スイスポスト (フランス語: La Poste Suisse, イタリア語: La Posta Svizzera, ドイツ語: Die Schweizerische Post, ロマンシュ語: La Posta Svizra) はスイスの郵便事業会社。スイス政府が保有する国営企業であり、スイス第2の雇用主でもある。（1位はスーパーマーケットを運営するミグロである。）スイスポストグループの本部は首都・ベルンにある。イメージカラーは黄色。
1849年に設立し、電話事業も手掛けていた時代もあったが、1998年に電話事業はスイスコムとして分離、民営化された。郵便物の自動仕分けを行うフラットソータは、日本電気（NEC）の製品を導入している。

## ロゴマーク

1982年 - 1997年
1998年 - 2023年
2023年 - 現在

## 主な事業
食料品の取り扱いこそないが、日本のコンビニエンスストアのように様々な商品を販売する。
- 郵便事業
- 金融・保険事業 - 預金、年金、生命保険、住宅ローン等
- 商品販売 - 文房具、携帯電話、本、雑誌等